# Henri d'Eu
Pour l’article ayant un titre homophone, voir Henri II.
Henri d’Eu, né vers 1075 et mort le 12 juillet 1140 à l'abbaye d'Eu, fut comte d'Eu dans le duché de Normandie et lord d'Hastings dans le royaume d'Angleterre.

## Biographie
Henri d’Eu appartient aux Richardides, famille descendant du duc de Normandie Richard Ier. Son père Guillaume II meurt en 1096. Il s'était révolté contre le roi d'Angleterre Guillaume le Roux. Défait, il doit subir un duel judiciaire qu'il perd face à Geoffroi Baynard. En conséquence, le roi le condamne à l'aveuglement et à l'émasculation. Il ne survit que peu de temps à ses blessures.
Étant son fils aîné, Henri d’Eu lui succède comme comte d'Eu et lord du rape d'Hastings. En 1101, il semble soutenir le duc de Normandie Robert Courteheuse contre son frère Henri Beauclerc qui vient de ravir le trône anglais. En effet, Robert est parti du Tréport, domaine du comté d'Eu, pour envahir l'Angleterre. Orderic Vital rapporte qu'en 1104 en Normandie, Henri se soumet au roi anglais et qu'il fait partie de ses points d'appui dans le duché. Il combat pour ce dernier, le 28 septembre 1106 à la bataille de Tinchebray, où le duc est fait prisonnier.
Par la suite, il épouse la cause de Guillaume Cliton, le fils du duc Robert et de la coalition composée des comtes Baudouin VII de Flandre et Foulque V d'Anjou, et du roi Louis VI le Gros. Vers 1117, le roi Henri Ier d'Angleterre le fait arrêter à Rouen avec Hugues de Gournay. Il ne les fait libérer que sur l'insistance de Guillaume II de Warenne, et sur la promesse de leur bon comportement. Pourtant cela n'empêche pas les deux hommes, accompagnés d'Étienne d'Aumale, de devenir les meneurs de la rébellion dans le nord-est du duché et de soutenir militairement le comte Baudouin de Flandre. La rébellion dans cette partie du territoire s'arrête en septembre 1118, quand le comte Baudouin est gravement blessé. Henri d'Eu revient alors aux côtés du roi Henri Ier. Le comte Baudouin meurt en juin 1119, et son cousin et successeur Charles le Bon choisit de rester en paix avec son voisin.
Quelques mois plus tard, le 20 août 1119, Henri est l'un des nombreux barons qui accompagnent Henri Ier lorsqu'une rencontre fortuite des armées royales normandes et françaises donne lieu à la bataille de Brémule. Les Français sont balayés, et Louis VI doit s'enfuir et se réfugier dans la forteresse des Andelys. Le mois suivant, il prend part[réf. nécessaire] à la défense de la ville de Breteuil, qui est attaquée par le roi français et son allié Amaury III de Montfort. Encore une fois, les Français doivent s'enfuir.
En 1124, Guillaume de Grandcourt, l'un de ses fils cadets, participe à l'embuscade de Bourgthéroulde comme chevalier de la maison royale. Il capture Amaury III de Montfort, le comte d'Évreux, mais choisit de déserter plutôt que de le remettre à Henri Ier. D'après Orderic Vital, en 1127 le comte soutient de nouveau ouvertement Guillaume Cliton.
Il se remarie en troisièmes noces avec Marguerite de Sully, petite-fille d’Étienne II de Blois et Adèle d'Angleterre, la fille de Guillaume le Conquérant. Étienne, son oncle par alliance, devient roi d'Angleterre en 1135.
En Angleterre, les moines de Fécamp doivent veiller sur leurs intérêts. Vers 1130-1131, ils se disputent avec le comte d’Eu au sujet de droits de péage perçus à Winchelsea,. L’accord se fait dans la cour du roi, mais au prix fort : le roi obtient une somme considérable pour son intervention aussi bien que sa part des péages.[réf. nécessaire]
Il réside pendant longtemps au château d'Eu, et fait des dons en faveur d'établissements monastiques en Normandie (abbaye du Tréport). Il est plus que probable que le château d'Hastings est négligé, et tombe en ruine pendant la dernière moitié du XIIe siècle ou le commencement du XIIIe du fait de la préférence d'Henri pour ses autres châteaux.
La ville du Tréport doit au comte Henri l'accroissement de sa population et un commencement de prospérité, notamment en faisant bâtir un quai pour le port, avec des entrepôts. Le cours de la Bresle, qui baigne alors le pied des huttes du village de Mers, aux confins de la Picardie, est par lui détourné et dirigé le long du Tréport vers l'occident. La ville d'Eu lui serait redevable de ses premiers privilèges, que le comte Jean d'Eu, fils d'Henri, augmente notablement par une charte datée de 1151, qui reprend les mêmes coutumes que la ville de Saint-Quentin (Aisne) . Henri donne, vers 1106, sa seigneurie de Hooe (Sussex de l'Est) à l’abbaye Notre-Dame du Bec. Henri échange les chanoines réguliers de l’église Notre-Dame d’Eu pour des séculiers en 1130.
Il fonde l'abbaye savignienne de Foucarmont en 1129-1130, avec des moines vennant de l'abbaye de Savigny. Elle est implantée au Fond Théodoric ou Théodore (aujourd'hui appelé La fontaine Saint Martin), un petit vallon au fond duquel coule la rivière l’Yères, et du gros bourg de Foucarmont. L'abbaye devient cistercienne après l'affiliation de la congrégation de Savigny à cet ordre. Outre les donations du fondateur l’abbaye est attributaire de nombreux dons provenant des seigneurs des environs. Notre-Dame et Saint-Jean-Baptiste est le lieu de sépulture des comtes d'Eu jusqu'au milieu du XIVe siècle.[réf. nécessaire]
Henri d'Eu embrasse lui-même la vie religieuse en devenant chanoine augustinien de l'abbaye Notre-Dame d'Eu. Sa mort est marquée au 12 juillet dans la nécrologie de l'abbaye de Foucarmont, où il est enterré.

### Mariages et descendance
Henri épouse en premières noces Mathilde ou Maud ou bien Mahaut, morte en 1107 ou 1109, puis en secondes noces Hermentrude. Il se remarie en troisièmes noces avec Marguerite de Sully, fille de Guillaume de Blois et d'Agnès de Sully, petite-fille d’Étienne II de Blois et d'Adèle d'Angleterre, la fille de Guillaume le Conquérant. Étienne (1097-1154), son oncle, devient roi d'Angleterre en 1135. Le comte Henri laisse :
- Jean (mort en 1170), qui succède à son père ;
- Étienne ;
- Guillaume de Grandcourt, qui combat à Bourgthéroulde en 1124 ;

Guillaume de Jumièges ne donne au comte Henri qu'une fille, et trois fils, sans les nommer.